# Dracula nigritella
Dracula nigritella är en orkidéart som beskrevs av Carlyle August Luer. Dracula nigritella ingår i släktet Dracula och familjen orkidéer.
Artens utbredningsområde är Ecuador. Inga underarter finns listade i Catalogue of Life.